# Max Sänger
 (février 2018).
Si vous disposez d'ouvrages ou d'articles de référence ou si vous connaissez des sites web de qualité traitant du thème abordé ici, merci de compléter l'article en donnant les références utiles à sa vérifiabilité et en les liant à la section « Notes et références ».
Max Sänger, né le 14 mars 1853 à Bayreuth et mort le 12 janvier 1903 à Bubentsch-Prague, est un gynécologue et obstétricien allemand.

## Carrière
Max Sänger fait des études de médecine de 1871 à 1876 à Wurtzbourg et Leipzig. Il obtient son doctorat de médecine en 1876 avec une dissertation sur les « Mécanismes des broncho- et pneumorrhagies dans la tuberculose pulmonaire ». Il est nommé assistant à l’institut d’anatomopathologie puis à la policlinique médicale de Leipzig sous la direction de Ernst L. Wagner (de) (1829-1888) jusque 1878. Il poursuit ensuite comme assistant à la clinique universitaire gynécologique de Leipzig sous la direction de Carl Siegmund Franz Credé (de) (1819-1892). En 1881 il publie « La césarienne sur fibrome utérin ainsi qu’une comparaison des méthodes de la césarienne  avec l’opération de Porro ». En 1890 il est nommé professeur  agrégé d’obstétrique et gynécologie à la faculté de médecine de l’université de Leipzig.
À cette époque prévalait la méthode dite de Porro qui préconisait l’hystérectomie (ablation de l'utérus) après extraction de l’enfant par crainte des hémorragies utérines lors des césariennes. La première césarienne conservatrice est réalisée le 25 septembre 1881 à Meckesheim (grand-duché de Bade) par Ferdinand Kehrer. En 1882 Sänger introduit la césarienne avec double suture de l’utérus, qui fut rapidement adoptée en Europe (en France, originellement par Julien Potocki) et aux États-Unis car elle permit de faire chuter de 90% la mortalité maternelle.
Sänger fonde en 1882 une polyclinique gynécologique et en 1890 un service de gynécologie moderne. Il est un des fondateurs du journal Mensuel de gynécologie et obstétrique en 1894 et de la Société allemande de gynécologie en 1895.
En 1899, Sänger est nommé professeur à la clinique de gynéco-obstétrique de l'université Charles de Prague, qu’il dirige jusqu’à sa mort en 1903 à l’âge de 49 ans.

## Œuvres (sélection)
- Mécanismes des broncho- et pneumorrhagies de la tuberculose pulmonaire, thèse de doctorat, université de Leipzig, 1876
- La césarienne sur fibrome utérin ainsi qu'une comparaison des méthodes de la césarienne avec l’opération de Porro : critiques, études et propositions pour l'amélioration de la césarienne, thèse d'habilitation, université de Leipzig, 1881
- A propos de la trachélorrhaphie, Leipzig, 1890
- L'asepsie en gynéco-obstétrique, Leipzig, 1893
- Clinique des embryons ovariens, Leipzig, 1899
- Encyclopédie d'obstétrique et gynécologie, 2 vol., Leipzig, 1900

## Distinction
- Comité médical royal de Saxe (1897)

## Décoration
- Chevalier de 1re classe de l'ordre de Saint-Olaf